# レイトン・パンギリナン
レイトン・マイケル・パンギリナン（Leighton Michael Pangilinan、1991年3月6日 - ）は、アメリカ合衆国カリフォルニア州出身のプロ野球選手。ポジションは一塁手。現在は、MLBのシカゴ・ホワイトソックス傘下に所属。

## 経歴
2009年のMLBドラフト40巡目でシカゴ・ホワイトソックスに入団した。この年は、傘下ルーキーリーグのブリストル・ホワイトソックスで44試合に出場した。
2010年は、傘下ルーキーリーグのグレートフォールズ・ボイジャーズで29試合に出場した。
2011年は、傘下ルーキーリーグのグレートフォールズ・ボイジャーズと傘下Aのカナポリス・インティミデイターズで計48試合に出場した。
2012年は、傘下Aのカナポリス・インティミデイターズで自身最多の121試合に出場した。また9月には、第3回WBC予選のフィリピン代表に選出されたが、予選敗退に終わった。